# Sonet 30 (William Szekspir)

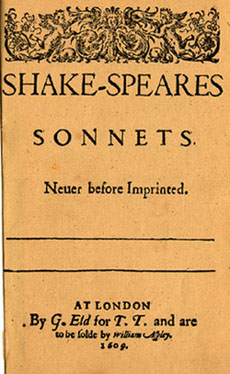
Strona tytułowa pierwszego wydania sonetów Shakespeare’a

Sonet 30 (Gdy w kręgu myśli słodkich, uciszonych) – jest jednym z najbardziej znanych spośród cyklu sonetów autorstwa Williama Shakespeare’a.
Jedna z fraz sonetu brzmiąca „Remembrance of Things Past” służyła jako pierwotne tłumaczenie na język angielski tytułu powieści Marcela Prousta pt. W poszukiwaniu straconego czasu, jednakże wersja francuska, na której opierało się ta translacja, nie była pozbawiona błędów.

## Zarys

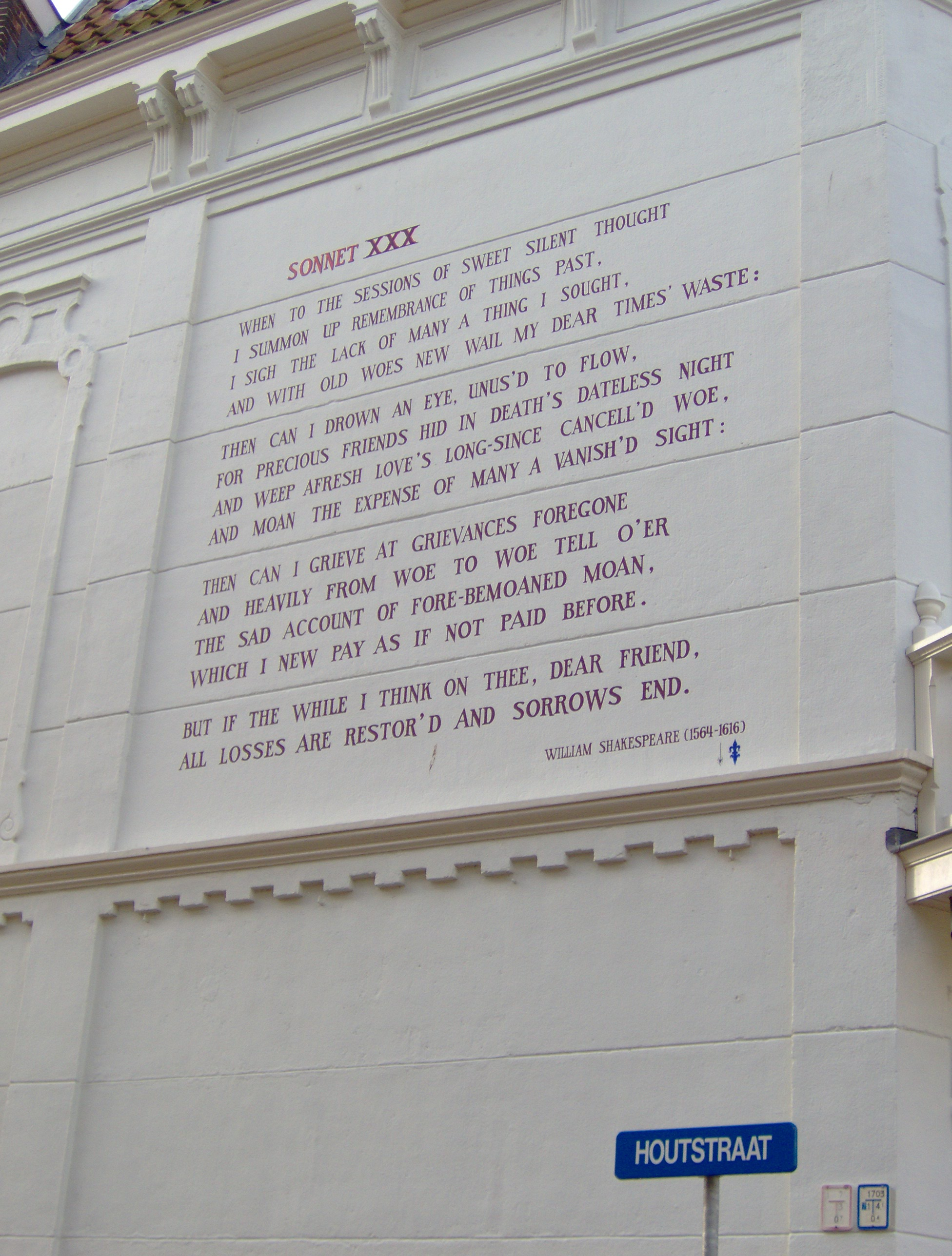
Sonet 30 w Lejdzie

Sonet ten ma charakter refleksyjny, opisuje żal podmiotu lirycznego spowodowany tęsknotą za przyjacielem.
Szekspir podkreśla swoje porażki, i mimo że od złego okresu minęło wiele czasu, nadal „łza świeża rosi ból dawnej miłości”.
W zakończeniu poeta stwierdza, że na samo jego wspomnienie od razu staje się szczęśliwszy:

"Lecz gdy o tobie, miły, myśl nadpłynie,

Straty me nikną, cały smutek ginie.”
Pod względem tonu i treści jest on niezwykle podobny do sonetu numer 29.